# Juan García de Miranda

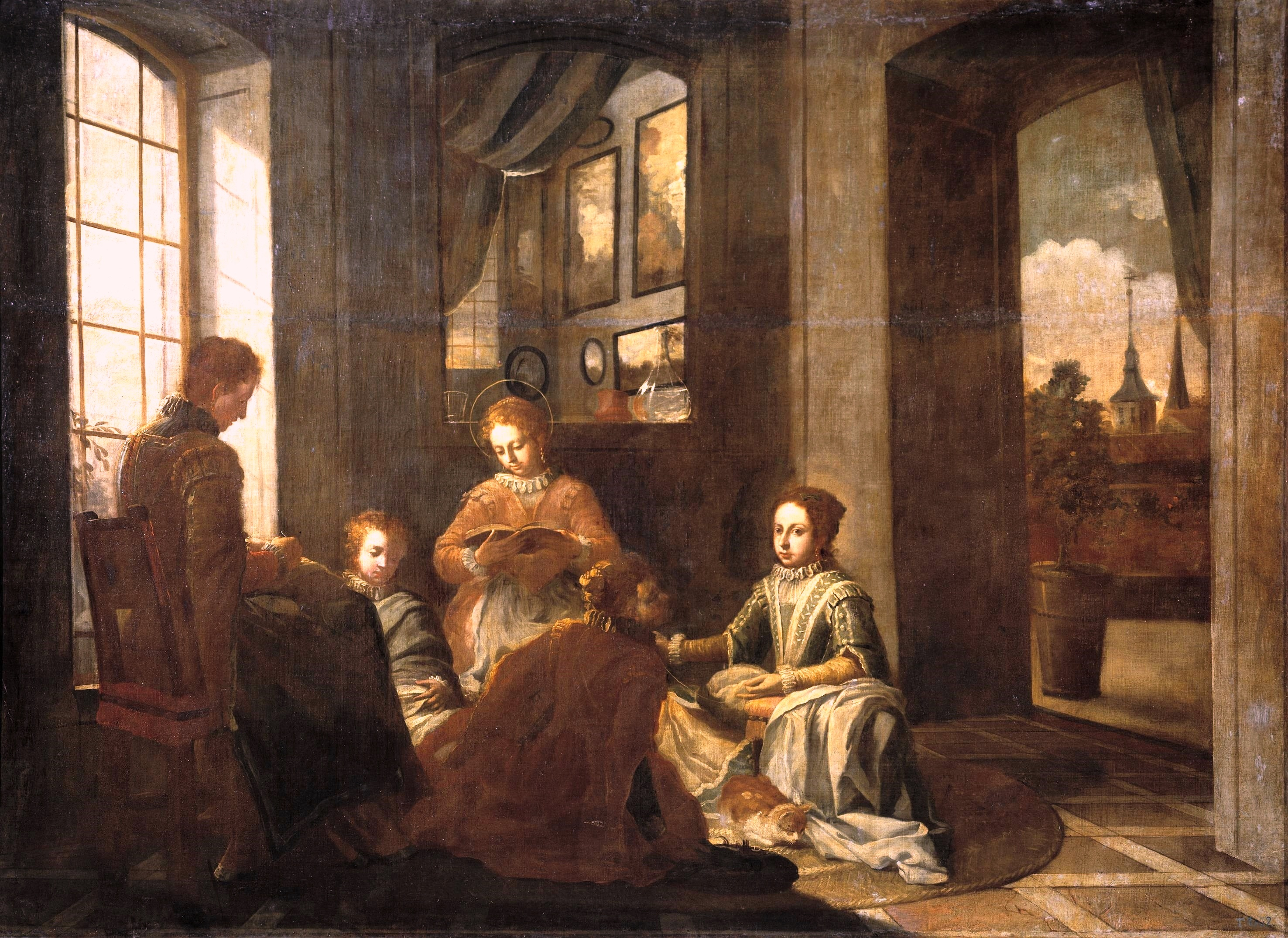
Educación de Santa Teresa, óleo sobre lienzo, 162 x 266 cm, Madrid, Museo del Prado.

Juan García de Miranda (Madrid, 1677-8 de mayo de 1749), pintor barroco español. Fue discípulo de Juan Delgado, artista vinculado a Antonio Palomino, cuyo estilo se encuentra reflejado también en la obra de García de Miranda.

## Biografía
Nacido en Madrid, aunque de ascendencia asturiana, Ceán Bermúdez afirma que nació sin la mano derecha, por lo que pintaba con la izquierda valiéndose del muñón para sujetar la paleta. Tuvo como discípulos a un hermano menor, Nicolás, especializado en la pintura de paisaje, y un hijo de nombre también Juan, muerto con veintiún años, que según Ceán apuntaba dotes de buen pintor, además de a su sobrino Pedro Rodríguez de Miranda.
Debió de tener temprano acceso a palacio, pues hacia 1714 hizo ya un retrato de María Luisa de Saboya, primera esposa de Felipe V (Museo del Prado, depósito en la embajada de España en Roma). En 1724 el Consejo de Castilla le otorgó junto a Antonio Palomino el monopolio de las tasaciones de pintura que se hiciesen en Madrid, lo que provocó las protestas de otros pintores, encabezados por Jerónimo Ezquerra, que obtuvieron al año siguiente una extensión del privilegio. 
Tras el incendio del viejo Alcázar en 1734 fue llamado a restaurar las pinturas que se habían podido salvar, lo que le valió el nombramiento de pintor de cámara. La acertada restauración de las pinturas de poniente del palacio del Buen Retiro hizo que se pensase en él para la tarea de restaurar lo salvado del incendio y la importancia que se dio a esa tarea queda atestiguada por el nombramiento de pintor de cámara el 15 de abril de 1735 con un sueldo de 2 000 ducados de vellón más 500 de ayuda de costa, facilitándosele un taller de restauración en la calle del Sacramento, próxima a palacio. El nombramiento incluía también la realización de inventarios de las pinturas de todos los palacios reales y la reparación de las dañadas, en lo que trabajó hasta su muerte con ayuda de Andrés de la Calleja. Entre las obras que trató, se cuenta Las Meninas de Diego Velázquez; la figura de la infanta Margarita tenía un orificio en la mejilla izquierda y fue él quien lo reparó. El arreglo fue tan atinado, que se respetó cuando el cuadro se restauró en 1984.
Falleció en Madrid el 8 de mayo de 1749, siendo enterrado en el antiguo monasterio de San Martín.

## Obra

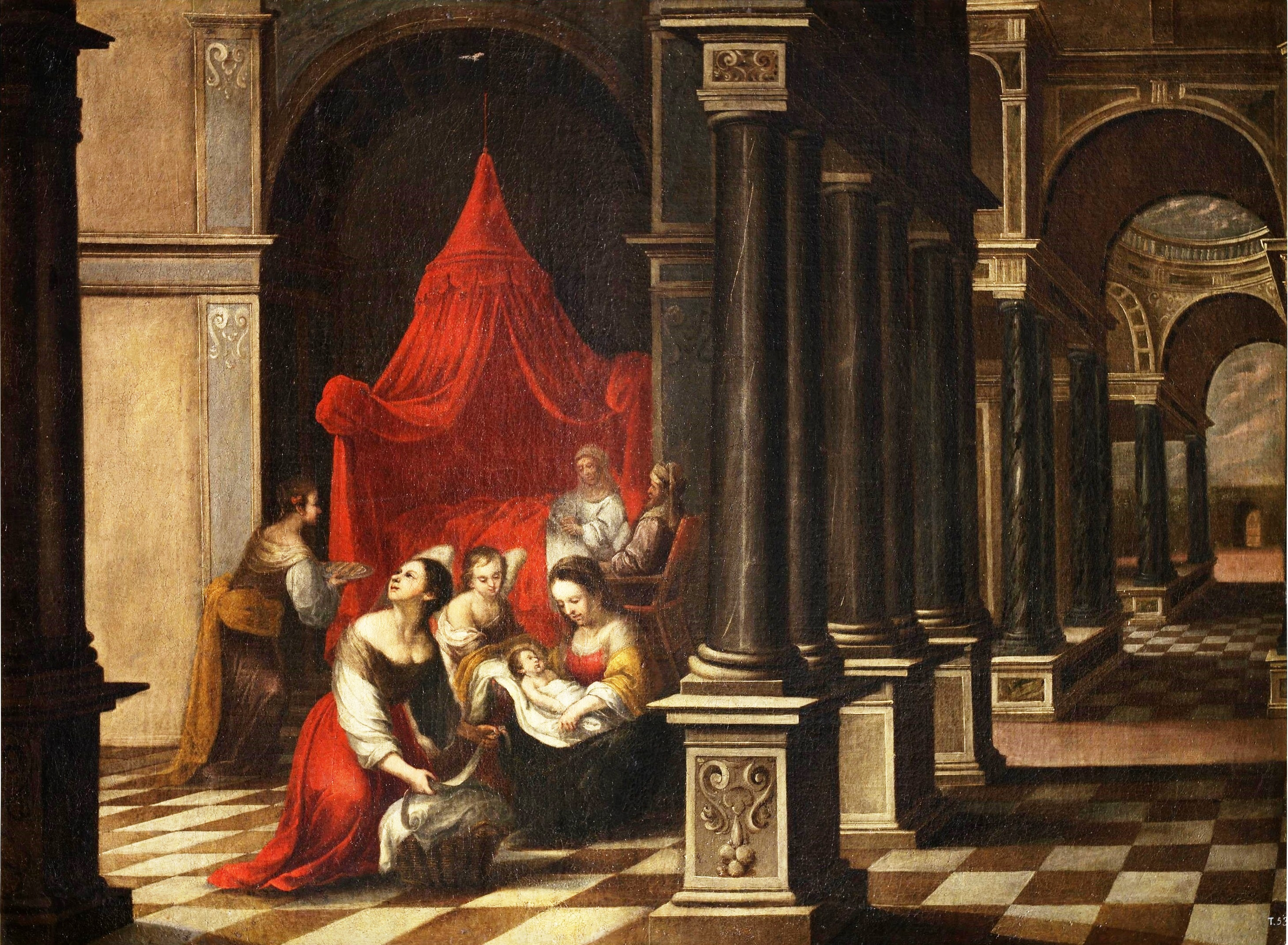
La natividad de la Virgen, óleo sobre lienzo, 118 x 166 cm, Museo de Salamanca, en depósito del Museo del Prado.

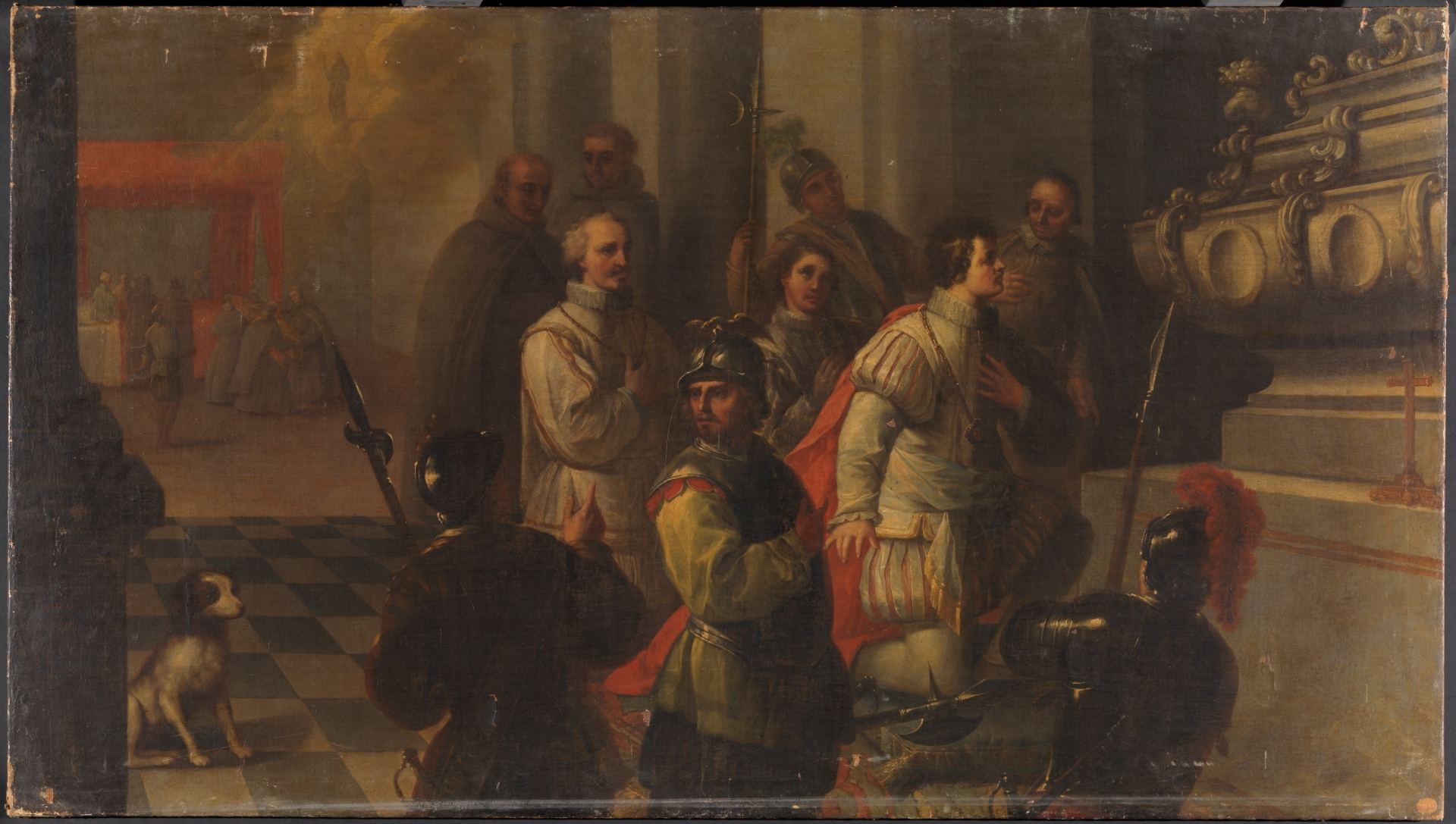
Curación y acción de gracias del príncipe Carlos, 1729. Óleo sobre lienzo, 111 x 194 cm, Madrid, Museo del Prado.

Su principal dedicación fue la pintura religiosa, ocupándose tanto en obras destinadas a la devoción particular como en grandes lienzos de altar y series de santos para iglesias y conventos. Ceán alude en este sentido a las «muchas obras que pintó para particulares, en especial Concepciones, que se conservan en Madrid con estimación». Prototipo de ellas pudiera ser la Inmaculada de la Diputación Provincial de Zamora, procedente del convento de la Encarnación, muy semejante a las Inmaculadas de Palomino, a quien se le ha atribuido en ocasiones.
De las series conservadas, la más primitiva (1723) es la formada por cuatro lienzos de la vida de la Virgen con formato de medio punto, para la sacristía de la iglesia de San Lorenzo en Valladolid, conservados tras el derribo de la iglesia en el monasterio de monjas cistercienses de Santa Ana. De técnica fluida, el recuerdo de Carreño está aún presente en ellas, si bien las expresiones se dulcifican y el color se hace luminoso conforme a un estilo más avanzado, propio del XVIII.
Entre 1725 y 1732 pintó una serie de la vida de san Diego de Alcalá para su convento de Alcalá de Henares, actualmente dispersa entre varios depósitos del Museo del Prado, a la que pertenece la Curación y acción de gracias del príncipe don Carlos, de interés por lo infrecuente de su iconografía. Muy importante debió de ser el encargo de diecisiete pinturas sobre lienzo y tres sobre tabla para la iglesia nueva de Guadalupe (Cáceres), con un complejo programa iconográfico de fuerte sabor contrarreformista en torno a la Trinidad, de la que únicamente se ha conservado la pintura dedicada a la Coronación de la Virgen.
Otra serie, con destino desconocido, dedicó a la vida de santa Teresa de Jesús, de la que se conocen cuatro lienzos, en la actualidad dispersos tras pasar por el Museo de la Trinidad. El más interesante de ellos, la Educación de santa Teresa (Museo del Prado), recreación del estrado femenino en un hogar burgués, tratado a la manera de la pintura holandesa de interiores, evidencia el conocimiento de la obra de Velázquez adquirido en la restauración de las pinturas del Alcázar, por lo que ha de fecharse hacia 1735.